# Валері Мальте
Валері Мальте (фр. Valérie Maltais) — канадська ковзанярка, що спеціалізувалася в шорт-треку, олімпійська медалістка, чемпіонка світу та багаторазова призерка чемпіонатів світу.
Срібну олімпійську медаль Мальте виборола на Сочинській олімпіаді 2014 року в складі канадської естафетної команди в естафеті 3000 метрів.

## Зовнішні посилання
- Досьє на sports-reference.com

## Виноски
1. ↑  Roglo — 1997. — 10000000 екз.
2. ↑  Протокол естафети. Архів оригіналу за 23 лютого 2014. Процитовано 7 травня 2018.